# 도게자

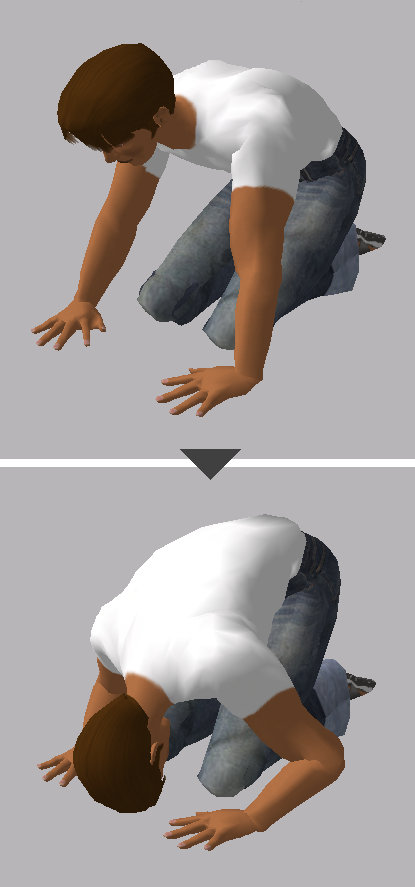
도게자 하는 모습

도게자(일본어: 土下座 どげざ[*])는 땅 위에 직접 앉아 엎드려 절을 하는 것을 의미하는 일본의 예법 중 하나이다.

## 개요
원래는 극도로 존귀한 대상에게 공손의 뜻을 나타내거나 혹은 깊은 사과나 청원의 뜻을 표현할 때 행해지기 때문에 쌍방이 함께해야 하는 예절은 아니며, 둘 중 한명만 도게자를 하면 된다. 도게자를 받는 상대가 사절의 표시를 나타내기 위해 똑같이 도게자를 하는 경우도 있다.
상대를 향해 똑바로 앉은 뒤 손바닥을 땅에 대고 이마가 땅에 닿을때까지 엎드린 후에 잠시 동안 그 자세를 유지한다. 오늘날에는 길거리에만 한정되지 않고 마루나 포장된 길에서 행하여 지는 것도 도게자라고 한다.
원칙적으로 상대방의 위치 보다 아래에서 실시해야 하지만, 다수를 상대로 할 때에는 아래로 내려가서 하면 일부에선 볼 수 없게 되는 경우가 생기기에, 예외적으로 단상 등 높은 위치에서 이뤄지기도 한다.

## 역사 및 용도
《위지 왜인전》에는 야마토국의 풍습으로 평민이 귀인의 얘기를 들을 때에는 '납작 웅크리거나 무릎을 꿇거나 양손을 땅에 붙이고 경의를 표한다'라는 기록이 있어 아주 오래된 일본의 관습이었다고 여겨진다. 고분 시대의 하니와(埴輪, 흙으로 빚은 토우) 중에는 도게자를 하는 모습도 보인다.
또한 근대에 이르기까지 서민이 귀인을 대면할 때에도 도게자를 하는 것이 통상적이었다. 근세에는 일반적으로 다이묘가 행차할 때, 다이묘와 마주친 서민은 도게자를 해야만했다고 알려졌지만, 실제로는 쇼군, 고산케 및 영주에게만 도게자를 하였다.
일본인의 생활 의식 속에서 땅 위에 앉아 이마를 땅바닥에 갖다 대는 동작이 일상 행동에서 크게 벗어나는 일이기 때문에, 그만큼 특별히 공손, 검소, 공축(두려워 몸을 움추림)의 뜻을 포함하는 예식으로 여겨져왔다.
에도시대에는 '도게자를 하고 사과하면 대부분의 일은 용서 받는다'는 풍조가 만연했지만, 한편에서는 이를 큰 치욕으로 여기는 사고방식도 존재한다.
오늘날에도 도게자를 수치스럽게 여기는 사고방식이 뿌리 깊게 남아있지만, 선거철이 되면 국회의원이 언론 앞에서 쉽게 도게자를 해버린다. 또는 불상사나 대형 사고를 일으킨 기업의 경영자들이 언론의 추궁이나 국민의 비난 앞에 도게자에 휘말리는 광경도 반복되고 있는 영향에서인지 오늘날에는 도게자 자체에 사죄라는 의미보다 '체면보다는 나 자신의 상황을 모면하기 위해 도게자를 한다'라고 하는 부정적인 이미지를 갖고 있는 사람이 많이 있다.
도게자의 본래 목적이나 쓰임새가 점점 변하여 세상 사람들의 반감이나 냉소를 받는 역효과가 발생하는 경우도 있다.

## 도게자의 법적 효과
도게자를 강요하는 것은 일본 형법의 강요죄에 해당하며, 실제로 점원에게 도게자를 시킨 영상을 트위터에 업로드 한 손님이 체포된 사례가 존재한다.
이후 형사사건에 이를만큼 여러 사례들이 증가하고 있다. 이러한 형사 사건들이 발생하기 직전까지 방영된 TV 드라마 한자와 나오키에서 주인공이 도게자를 강요하는 장면이 있어 이에 대해 불편함을 내비치는 의견도 존재한다.

### 도게자가 문제가 된 사건
- 편의점 도게자 강요사건
- 삿포로의 의류품 가게에서 구입한 상품이 불량품이라며 점원에게 도게자를 강요하고 이를 촬영, 트위터에 올려 인터넷에서 논란이 된 여성이 체포되었다.
- 사가현 오미하치만에서 볼링장 점원에게 도게자를 강요하여 기소되었다.
- 하토야마 유키오 전 총리가 한국의 서대문형무소에서 사죄한 사건이 도게자 인지와 관련하여 논란이 있다.

## 같이 보기
- 사죄
- 정좌
- 삼궤구고두의 예